# Esquirol llistat de l'Himàlaia
L'esquirol llistat de l'Himàlaia (Tamiops macclellandii) és una espècie de rosegador de la família dels esciúrids. Viu a Bhutan, Cambodja, la Xina, l'Índia, Laos, Malàisia, Myanmar, el Nepal, Tailàndia i el Vietnam. El seu hàbitat natural són les zones amb arbres, incloent-hi els boscos secundaris, els boscos amb matolls i els jardins. És una espècie en risc mínim, és a dir, no sembla que hi hagi cap amenaça significativa per a la seva supervivència.
Fou anomenat en honor del botànic britànic John MacClelland.